# 범계역
범계역(Beomgye Station, 梵界驛)은 경기도 안양시 동안구 호계동에 있는 수도권 전철 4호선의 전철역이다. 개통 초기엔 수도권 전철 1호선이었던 인덕원행과 안산행을 비롯하여 안산선 직결 열차가 운행했으나, 현재는 수도권 전철 4호선 열차만 운행되고 있다. 범계역은 롯데백화점 평촌점 및 뉴코아아울렛 평촌점과 연결돼 있다. 이 역부터 이수역까지 지하 구간이다. 안양천 하저터널로 금정역과 연결된다.

## 역명 유래
범계역이라는 역명은 호계동(虎溪洞)의 순우리말 지명 '범계'에서 따왔다. 공사 당시에는 호계역(虎溪驛)으로 불렀으나, 울산광역시에 있는 동해선 호계역과 구분하기 위하여 현재의 명칭으로 정해졌다. 중국어식 명칭은 凡溪이다.한자는 대구시청역으로 확정되었다.

## 역사
- 1993년 1월 15일 :  과천선 개통과 함께 영업 개시
- 2009년 12월 1일 : 철도승차권 단말기 철거[1]
- 2011년 6월 1일 : 수도권 전철 4호선 승강장 스크린도어 설치 완료

## 역 구조
승강장은 2면 2선의 상대식 승강장으로 스크린도어가 설치되어 있다. 출구는 9개가 있다.

 이 역은 반대방향으로 횡단이 불가능한 역이다.

### [승강장]
| ↑ 평촌 |
| \| ２  |
| 금정 ↓ |

| 1 | ● 수도권 전철 4호선 | 과천 · 이촌 · 명동 · 창동 · 불암산 방면 |
| 2 | ● 수도권 전철 4호선 | 금정 · 안산 · 오이도 방면               |

## 역 주변
| 나가는 곳 | 방면 |
| --------- | --- |
| 1         | 동안구청 복지회관 종합운동장 NC백화점 평촌점 우체국 동안구청 안양교육청 달안초등학교 안양종합운동장           |
| 2         | 안양시청 중앙공원 법원단지 안양우편집중국 중앙공원                                                            |
| 3         | 범계초등학교 범계중학교 평촌고등학교 범계동행정복지센터 범계지구대                                            |
| 4         | 안양시 노인종합복지관 동안 청소년수련관 평촌고등학교 범계초등학교 범계중학교 헌혈의집                         |
| 4-1       | 뉴코아아울렛 평촌점 평촌고등학교 자유공원 범계초등학교 범계중학교                                             |
| 5         | 뉴코아아울렛 평촌점 목련마을 호계동                                                                           |
| 6         | 희망공원 1번국도(경수대로)                                                                                    |
| 7         | 전파연구소 호계도서관 범계사거리                                                                              |
| 8         | 부흥초등학교 안양부흥중학교 부흥고등학교 관악마을 국민연금공단 안양과천지사 안양동안경찰서 부흥동행정복지센터 |

## 승차량 변동
| 역 노선 | 승차 인원 | 승차 인원 | 승차 인원 | 승차 인원 | 승차 인원 | 승차 인원 | 승차 인원 | 승차 인원 | 승차 인원 | 승차 인원 | 승차 인원 | 승차 인원 | 승차 인원 | 승차 인원 | 승차 인원 | 승차 인원 | 승차 인원 | 승차 인원 | 승차 인원 | 주 석 |
| 역 노선 | 2000년    | 2001년    | 2002년    | 2003년    | 2004년    | 2005년    | 2006년    | 2007년    | 2008년    | 2009년    | 2010년    | 2011년    | 2012년    | 2013년    | 2014년    | 2015년    | 2016년    | 2017년    | 2018년    | 주 석 |
| ------- | --------- | --------- | --------- | --------- | --------- | --------- | --------- | --------- | --------- | --------- | --------- | --------- | --------- | --------- | --------- | --------- | --------- | --------- | --------- | ----- |
| 4호선   | 22315     | 26758     | 29888     | 30790     | 24963     | 25292     | 25000     | 25452     | 23660     | 22275     | 28334     | 28985     | 30422     | 31538     | 23275     | 23520     | 30680     | 30135     | 29640     | [ 2 ] |
| 역 노선 | 승차 인원 | 승차 인원 | 승차 인원 | 승차 인원 | 승차 인원 | 승차 인원 | 승차 인원 | 승차 인원 | 승차 인원 | 승차 인원 | 승차 인원 | 승차 인원 | 승차 인원 | 승차 인원 | 승차 인원 | 승차 인원 | 승차 인원 | 승차 인원 | 승차 인원 | [ 2 ] |
| 역 노선 | 2019년    | 2020년    | 2021년    | 2022년    | 2023년    | 2024년    | 2025년    | 2026년    | 2027년    | 2028년    | 2029년    | 2030년    | 2031년    | 2032년    | 2033년    |           |           |           |           | [ 2 ] |
| 4호선   | 29652     | 20922     | 21025     | 23708     | 25506     |           |           |           |           |           |           |           |           |           |           |           |           |           |           | [ 2 ] |

## 인접한 역
| 과천선               | 과천선              | 과천선               |
| -------------------- | ------------------- | -------------------- |
| 442 평촌 불암산 방면 | ● 수도권 전철 4호선 | 444 금정 오이도 방면 |